# Queen of Kings
"Queen of Kings" é o single de estreia da cantora norueguesa-italiana Alessandra Mele. Foi escrita por ela própria junto com outros três compositores e foi lançada a 9 de janeiro de 2023 pela Starlab Music. A música representou a Noruega no Festival Eurovisão da Canção de 2023, onde terminou em 5.º lugar na final com 268 pontos.
A canção foi descrita como uma defesa do poder feminino e da perseverança, de acordo com Alessandra, e é inspirada na cultura norueguesa, na herança italiana de Alessandra e nas suas experiências como bissexual. «Queen of Kings» foi bem recebida pela crítica, recebendo elogios consistentes pela sua composição musical e pelas capacidades vocais de Alessandra. A canção obteve sucesso comercial, atingindo o primeiro lugar no seu país natal, a Noruega, entre os cinco primeiros em quatro países europeus e entre os dez primeiros noutros sete países.

## Festival Eurovisão da Canção
Durante o sorteio de alocação a 31 de janeiro de 2023, a Noruega foi sorteada para competir na primeira semifinal, se apresentando na primeira metade do show. A dupla foi posteriormente sorteada para se apresentar primeiro na semifinal, à frente dos The Busker de Malta.

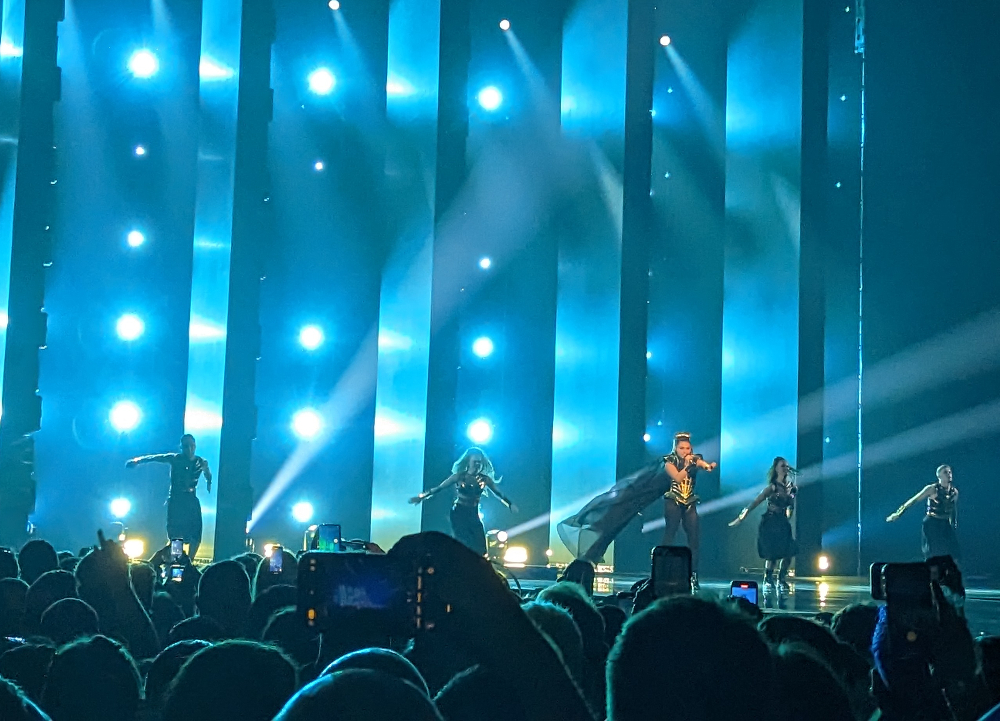
Alessandra interpreta “Queen of Kings” num ensaio geral que antecede a primeira semi-final da Eurovisão 2023.

Alessandra repetiu a sua atuação na grande final de 13 de maio. A canção foi apresentada em 20º lugar na final, depois de Tvorchi da Ucrânia e antes de Lord of the Lost da Alemanha. Após o anúncio dos resultados, ficou em 5º lugar com 268 pontos, com um resultado dividido entre 52 pontos do júri e 216 pontos da votação televisiva. Relativamente à primeira, a canção não recebeu nenhum conjunto de 12 pontos; o valor mais elevado foi de dois conjuntos de 10 pontos da Dinamarca e de Israel. No televoto, «Queen of Kings» conseguiu receber um conjunto de 12 pontos da Finlândia.